# Yokohama, Aomori
Yokohama (横浜町 Yokohama-machi) là thị trấn thuộc huyện Kamikita, tỉnh Aomori, Nhật Bản. Tính đến ngày 1 tháng 10 năm 2020, dân số ước tính thị trấn là 4.229 người và mật độ dân số là 33 người/km2. Tổng diện tích thị trấn là 126,38 km2.

## Địa lý

### Đô thị lân cận
- Tỉnh Aomori
  - Mutsu
  - Higashidōri
  - Noheji
  - Rokkasho